# 단천상업은행
단천상업은행(端川商業銀行)은 조선민주주의인민공화국의 은행이다. 조선인민군과 연관돼 있어 조선민주주의인민공화국에서 운영하고 있는 은행 가운데 가장 부유한 은행으로 꼽히기도 한다. 1998년 이전에는 창광신용은행(蒼光信用銀行)이었으며, 룡악산은행(龍岳山銀行) 등으로 불리기도 했다.

## 역사
1983년 2월 25일 세워졌으며, 국제금융의 역할을 맡고 있다. 룡악산무역회사의 무역과 관련된 거래를 맡았었으며 제2경제위원회의 자금 운용을 담당하는 역할을 맡았었다. 베이징시와 홍콩, 싱가포르, 도쿄, 코펜하겐, 스톡홀름, 프랑크푸르트암마인, 런던, 제네바, 로마, 밀라노, 빈 등지에서 환거래를 하고 있으며, 172개의 지점을 두고 있다. 또한 중동과 아프리카, 미얀마에서 무기 판매를 담당하고 있는 지점들을 두고 있다고 알려져 있다. 2003년 삼천리은행을 합병했다.
2005년 6월 29일 미국은 단천상업은행이 대량살상무기의 확산과 관련이 있다고 판단해 미국 내 자산을 동결하고, 단천상업은행과 거래하는 미국과 제3국 기업 및 단체들의 미국 내 자산과 기업 활동을 동결하는 조치를 내렸다. 2009년 4월 24일에는 유엔 안전 보장 이사회 산하 제재위원회가 회의를 열고 단천상업은행을 대량살상무기 지원 기업으로 선정하며 미국 내 자산을 동결시키는 조치를 취했다. 2015년 12월 8일 미국은 조선민주주의인민공화국의 미사일 부대를 지휘 및 통제하는 전략군을 제재하고자 단천상업은행의 대표와 베트남 대표, 시리아 대표 등을 제재 대상으로 선정했으며, 미국 금융시스템으로의 접근을 차단하고 미국의 기업이나 개인이 이들과 거래할 수 없도록 하는 조치를 내렸다. 2016년 3월 2일 유엔 안전 보장 이사회가 대북제재 결의를 채택하며 단천상업은행의 은행장과 베트남 대표, 시리아 대표 등의 여행을 금지시키고 자산을 동결시켰다. 4월 23일 베트남은 조선민주주의인민공화국이 동남아시아 나라들에 무기를 수출해 얻은 판매대금의 돈세탁과 자금 반출 의혹을 받은 단천상업은행의 베트남 부대표를 사실상 추방했다. 2017년 6월 2일 유엔 안전 보장 이사회는 조선민주주의인민공화국의 잇따른 탄도미사일 발사 도발에 맞서 유엔 안전 보장 이사회 결의 제2356호를 채택하며 단천상업은행 베트남 대표 등의 자산을 동결하고 해외여행을 제한시켰다. 또한 2017년에는 SWIFT에서 자발적으로 탈퇴했다.

## 이란
2007년 10월, 이란국방산업기구(DIO)와 연관된 이란 기업과 한국 기업간 거래 움직임에 멜라트 은행 서울지점이 관여했다. 2007년 11월, 이란 기업인 홍콩일렉트로닉스가 이란 국내은행인 파르시안 은행 계좌에서 총 250만달러를 세 차례에 걸쳐 멜라트 은행 서울지점으로 송금했다. 홍콩일렉트로닉스는 북한 무기 수출의 금융지원을 담당하는 기관인 북한 단천은행의 페이퍼 컴퍼니이다.
2009년 5월 12일, 미국 국무부는 전문을 통해 한국 정부에 멜라트 은행 서울지점의 자산 동결을 요구했다. 2010년 9월, 한국 정부는 유엔 안보리 제재결의 이행의 일환으로 멜라트 은행 서울지점에 대해 정부 사전허가 없는 금융거래 금지 등의 제재 조치를 취했다.